# Pontificia Opera di San Pietro Apostolo
La Pontificia Opera di San Pietro Apostolo è una delle quattro Pontificie Opere Missionarie. Fu fondata a Caen, in Francia, nel 1889 su iniziativa di Jeanne Bigard (1859-1934) e di sua madre Stefania Cottin. I suoi compiti sono: fornire assistenza nell'educazione e nella formazione dei seminaristi e dei candidati alla vita religiosa nei paesi di missione, fornire assistenza nella costruzione e nell'equipaggiamento dei seminari e delle case di formazione nelle missioni, risvegliare la responsabilità sulle missioni e curare le vocazioni nei paesi di missione.

## Storia
Il momento decisivo per la fondazione dell'Opera fu una lettera che monsignor Jules-Alphonse Cousin, vicario apostolico del Giappone Meridionale, con sede a Nagasaki scrisse nel 1889 alle signore Bigard. In essa parlava delle difficoltà nell'accettare i candidati in seminario a causa della mancanza di risorse materiali per il loro mantenimento. All'epoca il suo seminario ospitava 50 candidati anche se avrebbe potuto accettarne solo 12. Le due donne iniziarono quindi a raccogliere denaro per sostenere i seminaristi. I donatori che si impegnarono a pagare sistematicamente i contributi per il loro sostentamento divennero i primi membri di questa Opera appena creata. Presto essa si diffuse in Francia e in altri paesi europei.
Il 3 maggio 1922, con il motu proprio Romanorum Pontificum, papa Pio XI fece acquisire all'Opera il carattere Pontificio. Essa venne affidata al patrocinio di Santa Teresa di Lisieux, che nel suo carmelo seguì la sua "piccola via" di fiducia fanciullesca in Dio. Teresa comprese il senso profondo della missione della Chiesa, scorreva dall'amore di Dio e lo annunciava. Nel 1925 papa Pio XI la nominò patrona della Pontificia Opera di San Pietro Apostolo e nel 1927 la proclamò, insieme a San Francesco Saverio, patrona delle missioni cattoliche. Nel 1997 papa Giovanni Paolo II le concesse il titolo di dottore della Chiesa. Dopo la morte di sua madre, Jeanne Bigard donò tutti i suoi beni all'Opera. Inoltre, spostò la sua sede dalla Francia alla Svizzera. Alla fine della sua vita, percependo l'imminente malattia, affidò la direzione dell'Opera alla Congregazione dei Missionari Francescani di Maria a Friburgo.

## L'Opera oggi
Oggi, la Pontificia Opera di San Pietro Apostolo mantiene circa 800 seminari teologici in tutti i paesi di missione nel mondo. Anche oggi in quelle terre spesso il problema non è la mancanza di seminaristi ma la carenza di fondi per il loro mantenimento. Pertanto, l'Opera è ancora necessario in quanto molte Chiese missionarie non sono in grado di soddisfare tutte le esigenze di educazione dei futuri chierici e religiosi. Le offerte vengono consegnate alla segreteria generale dell'Opera che ha sede a Roma.
L'Opera supporta finanziariamente:
- l'educazione e la formazione dei seminaristi e dei candidati alla vita religiosa nei paesi di missione;
- la preparazione del personale addetto alla formazione dei seminaristi;
- la costruzione di seminari e case di formazione per le missioni.

Tutti possono supportare l'Opera. In Polonia ad esempio, i giovani dalle scuole medie inferiori o superiori sono particolarmente incoraggiati.

## Festa patronale
Il giorno patronale dell'Opera è la quarta domenica dopo Pasqua, cioè la domenica del Buon Pastore, che è la giornata mondiale di preghiera per le vocazioni. Papa Paolo VI, nella sua lettera apostolica Benignissimus Deus del 22 febbraio 1965, scritta per il 70º anniversario dell'Opera, invitata i vescovi a organizzare ogni anno una giornata di preghiera per le vocazioni e di raccolta di offerte per i seminaristi nei paesi di missione.